# Ормуз (государство)
Орму́з (искаж. «Ахура-Мазда») (перс. هرمز‎, порт. Ormuz) — арабское торговое государство XIV—XVII веков на берегу Ормузского пролива. Контролировало невольничие рынки африканского побережья и морской торговый путь из Египта в Индию. Столицей был город Ормуз на одноимённом острове, поблизости современного Бендер-Аббаса. В 1507 году покорено португальцами под предводительством Албукерки. Значительную часть населения составляли мандеи.

## История
В 1507 португальский адмирал Афонсу д’Албукерки напал на остров Ормуз, чтобы основать там форт.
Захват Ормуза стал результатом плана короля Португалии Мануэля I, который в 1505 решил взять под контроль мусульманскую торговлю в Индийском океане захватом города.